# Dieter Lüder

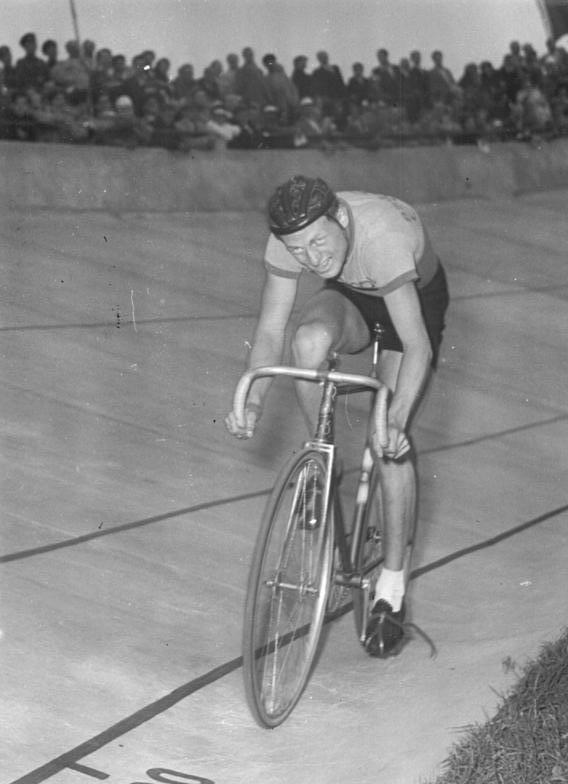
Lüder 1955 bei der Einweihung der Radrennbahn Weißensee

Dieter Lüder (* 6. März 1935; † 15. Dezember 2023) war ein deutscher Radrennfahrer, der in den 1950er Jahren in der DDR aktiv war.

## Sportliche Laufbahn
Lüder, von Beruf Bauarbeiter, begann 1949 mit dem Radsport und machte schon als Nachwuchsfahrer auf sich aufmerksam. Er fuhr für die Betriebssportgemeinschaft (BSG) Post Berlin, wo er von dem erfolgreichen Radsporttrainer und ehemaligen Radrennfahrer Erich Schulz betreut wurde. Nachdem er zunächst als Bahnfahrer im Nachwuchsbereich Erfolge erzielt hatte, konnte er 1950 mit einem zweiten Platz bei den Jugendmeisterschaften auch als Straßenfahrer überzeugen. Bei den DDR-Jugendmeisterschaften 1952 gewann er auf der Bahn (Mannschaft) und der Straße (Mannschaft und Einzel) drei Titel. Mit 18 Jahren erreichte Lüder mit dem zweiten Platz bei der DDR-Meisterschaft im Querfeldeinfahren seinen ersten nennenswerten Erfolg im Männerbereich. 1955 nominierte ihn die DDR-weite Sportvereinigung Empor für ihre Mannschaft bei der DDR-Rundfahrt, nachdem Lüder bei drei Kontrollrennen einen positiven Eindruck hinterlassen hatte. Die 1955er DDR-Rundfahrt wurde zum größten Erfolg seiner Radsportlaufbahn. Mit hauchdünnem Vorsprung von 23 Sekunden vor seinem Lehrmeister Erich Schulz gewann er das Etappenrennen. Als 21-Jähriger wurde Lüder 1956 in die DDR-Nationalmannschaft aufgenommen und für die Dreiländer-Etappenfahrt Internationale Friedensfahrt nominiert. Mit dem zweiten Platz in Berlin bei der sechsten Etappe erreichte er einen letzten Achtungserfolg, schied dann aber auf dem zehnten Tagesabschnitt vorzeitig aus. Bei Berlin–Angermünde–Berlin 1956 war er Dritter geworden.
Verheerend für seine weitere Karriere wirkte sich der tödliche Sturz seines Mannschaftskollegen Erich Schulz bei der DDR-Rundfahrt 1956 aus. Er verkraftete den plötzlichen Tod seines Freundes nicht und wollte keine Radrennen mehr bestreiten. Nur durch gutes Zureden seiner Sportfreunde blieb er dem Radsport treu, tauchte danach aber in den Ergebnislisten bedeutender Radsportveranstaltungen nicht mehr auf.
Nach längerer Trainingspause fuhr er ab 1957 keine großen Rennen mehr und war fast nur noch im Berliner Raum aktiv. Dabei kam er 1958 bei Berlin–Bad Freienwalde–Berlin auf den 5. Platz, war 1961 Sieger bei „Rund um Zossen“ (140 km) und Zweiter bei einem Kriterium in Berlin hinter Bernd Barleben. 1962 konnte er den jeweils 4. Platz bei Berlin–Oderberg–Berlin und einem 48-km-Rundstreckenrennen in Berlin belegen.
Als Bahnfahrer erkämpfte Lüder bei den DDR-Meisterschaften im Zweier-Mannschaftsfahren 1961 mit Filöhr den 4. und 1966 mit Gierczewski den 6. Platz.  Er fuhr bei der BSG Post Berlin als „Hobbyradsportler“ noch bis 1970 und beendete als 35-Jähriger seine aktive Laufbahn.
Sein Grab befindet sich auf dem Friedhof Karow III in Berlin-Karow.

## Berufliches
Lüder, der zunächst eine Ausbildung als Fernmeldebauarbeiter begann, machte später die Ausbildung als Kfz-Mechaniker in Berlin.